# La Viña (Cádiz)
La Viña es un barrio del centro histórico de la ciudad de Cádiz, España, perteneciente al distrito 1. Está situado en el extremo noroccidental de la ciudad y delimitado por las calles de la Rosa y La cruz Verde hacia el mar, que lo separan de los barrios de El Balón y San Juan respectivamente.
El nombre del barrio es Laviña, todo junto, el apellido de Don Federico Laviña, diputado a las Cortes por San Fernando, y donde ahora está el barrio ahí estaba su casa por eso todo el mundo era la casa de la viña y se quedó con el barrio la Viña
El nombre del barrio está relacionado con su pasado como lugar donde se cultivaba la vid. A partir del siglo XVIII comienza a edificarse la zona, debido al fuerte incremento demográfico experimentado en la ciudad a raíz del auge del comercio con América. Por su situación alejada del puerto, no despertó interés a los cargadores a Indias, por lo que fue habitado por clases populares dependientes de la actividad pesquera de la playa de La Caleta.

## Lugares de interés
- Castillo de San Sebastián
- Baluarte de los Mártires
- Baluarte de Capuchinos
- Balneario de Nuestra Señora de la Palma y del Real
- Antiguo Hospicio Provincial
- Iglesia de la Palma
- Castillo de Santa Catalina
- Playa de la Caleta